# Rosa Bavarese
Rosa Bavarese, eigentlich Maria Rosa Schwartzmann, auch Rosa Marie Pasquale (geboren um 1710 in München; gestorben 1755 ebenda) war eine deutsche Opernsängerin (Sopran) und bayerische kurfürstliche Kammersängerin.

## Leben
Schwarzmann wurde als Tochter eines Metzgers geboren. Am 1. März 1732 wurde sie in den Verband der Kurfürstlich Bayerischen Hofkapelle in München aufgenommen. 
Wegen ihrer virtuosen Gesangskunst wurde sie in ganz Europa unter dem Künstlernamen „Rosa Bavarese“ (bayerische Rose) bekannt. Ihr Verdienst betrug 500 Gulden jährlich. Während ihrer Karriere trat sie unter anderem in Schloss Nymphenburg vor Kurfürst Karl Albrecht von Bayern auf.
Sie war ab 1737 mit dem Theater-Garderobier Joseph Pasquale verheiratet und benutze auch seinen Namen für ihre Auftritte.
In Erinnerung an die Künstlerin wurde am 16. November 2006 eine Straße im Münchener Stadtbezirk Neuhausen-Nymphenburg nach ihr benannt.